# 西班牙慈愛機構
西班牙慈愛機構 是1868年創立於紐約市的一個私人社交俱樂部，致力於服務曼哈頓的西語裔美國人族群。其地址位於西14 街 239號，即已不再存在的小西班牙中心地區。

## 歷史
很多著名的西班牙演員，外籍人士，移民，以及名人都曾在在這個誕生了超過150年歷史的社區裏居住，比如畢加索、達利、布紐埃爾和費德裏戈．加西亞．洛爾卡。 在2010年，曾經居住在小西班牙超過一年的美國西班牙裔電影制作家及劇本作家亞瑟·鮑爾德創作了一個名為小西班牙的紀錄片，並首次展示了西裔社區那段不為人知的歷史。亞瑟·鮑爾德的作品大大的推廣了西班牙慈愛機構的歷史和文化。這鉤影片包含了從未公開的超過450張圖片和150個文檔，都表現了整個20世紀在紐約市的小西班牙街道的歷史。

## 使命
自 1868年成立以來，該機構的主要目的在於 “促進，鼓勵和傳播西班牙人和西裔美國人之間的友愛和團結的精神。”
在早期的歲月中，該機構為西班牙抵美移民提供基本的支持與幫助，例如提供食物和庇護所； 照顧他們的醫療需求；安排壽終服務；以及給予移民們遠渡重洋來到紐約後有一種家鄉的感覺。隨著機構裏會員的需求發生重大的改變，西班牙慈愛機構仍然致力於對從西班牙來到紐約的移民提供幫助，以適應新生活。
所有旅美西班牙人，包括遊客，藝人，專業人才還有很多不同身份的西班牙人都曾受益於位於大蘋果城內的這個西班牙小角落。該機構曾作為不同政見者或改革者議論的場所，其中就有前衛的詩人與藝術家，包括富有開創精神的導演路易斯布努埃爾和現代主義詩人費德裏戈．加西亞．洛爾卡。在他創作著名詩集“詩人在紐約”而逗留在機構期間曾說過“有種畢加索留在家裏的味道”。
西班牙慈愛機構還致力於保留這個動感社區的歷史文化。這個地處14街，第7大道夾第8大道之間的該機構作為最後一個曾經蓬勃發展的聚居地被稱為“小西班牙”，它曾作為附近街道的心臟地帶並且今後還會作為復興“小西班牙”的核心。
坐落於14街，並位於格林尼治村，切爾西和肉庫區之間十字路口的這個優雅的赤褐色砂石建築—西班牙中心，裏面的會員們都分享著對西班牙，西班牙文化以及美食的熱愛。信奉多元西班牙文化的西班牙慈愛機構支持所有母語和習俗得到表現與推廣。每個星期它都會舉行幾個局部或者關於表達多元文化的活動。
西班牙慈愛機構是美國的非營利和501（c）(3)免稅的慈善組織。該機構作為會員所有制其大樓位於14街並由會員和企業夥伴提供贊助。

## 參照
- List of American gentlemen's clubs（美國男士娛樂場所列表）
- 小西班牙
- 亞瑟·鮑爾德